# Bryan Mbeumo
Bryan Mbeumo, född 7 augusti 1999, är en fransk-kamerunsk fotbollsspelare som spelar för Manchester United i Premier League.

## Klubbkarriär
Den 5 augusti 2019 värvades Mbeumo till Brentford, där han skrev på ett femårskontrakt.

## Landslagskarriär
I november 2022 blev Mbeumo uttagen i Kameruns trupp till VM 2022.